# 欧马涅
欧马涅（法語：Aumagne，法語發音：[omaɲ]）是法国滨海夏朗德省的一个市镇，位于该省东部，属于圣让当热利区。

## 地理
欧马涅（45°52'48"N, 0°24'31"W）面积20.5 平方千米，位于法国新阿基坦大区滨海夏朗德省，该省份为法国西部滨海省份，北起旺代省，西临大西洋，南至吉倫特省，东南接多爾多涅省，东北接德塞夫勒省接壤，东临夏朗德省。
与欧马涅接壤的市镇（或旧市镇、城区）包括：欧雅克、欧通-埃贝翁、布朗扎克莱马塔、拉布鲁斯、圣梅姆、瓦赖兹。

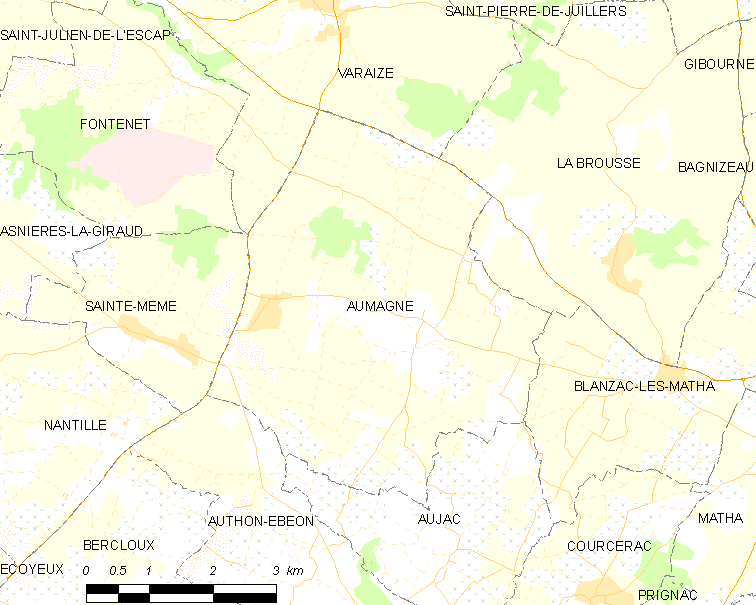
欧马涅的OSM定位图

欧马涅的时区为UTC+01:00、UTC+02:00（夏令时）。

## 行政
欧马涅的邮政编码为17770，INSEE市镇编码为17025。

## 政治
欧马涅所属的省级选区为沙尼耶县。

## 人口

1962-2008年间欧马涅人口变化图示

欧马涅于2022年1月1日时的人口数量为699人。